# Malmö Arena
La Malmö Arena ou Hyllie Arena est une salle omnisports (arena) située à Malmö en Suède.

## Évènements
La Malmö Arena accueille les matchs de hockey sur glace de l'équipe des Malmö Redhawks, en remplaçant l'ancien stade du Malmö Isstadion.
Britney Spears se produisit sur scène le 11 octobre 2011 durant le Femme Fatale Tour. Rihanna devait se produire à la Malmö Arena le 31 octobre 2011, mais il fut reporté pour raisons de santé.

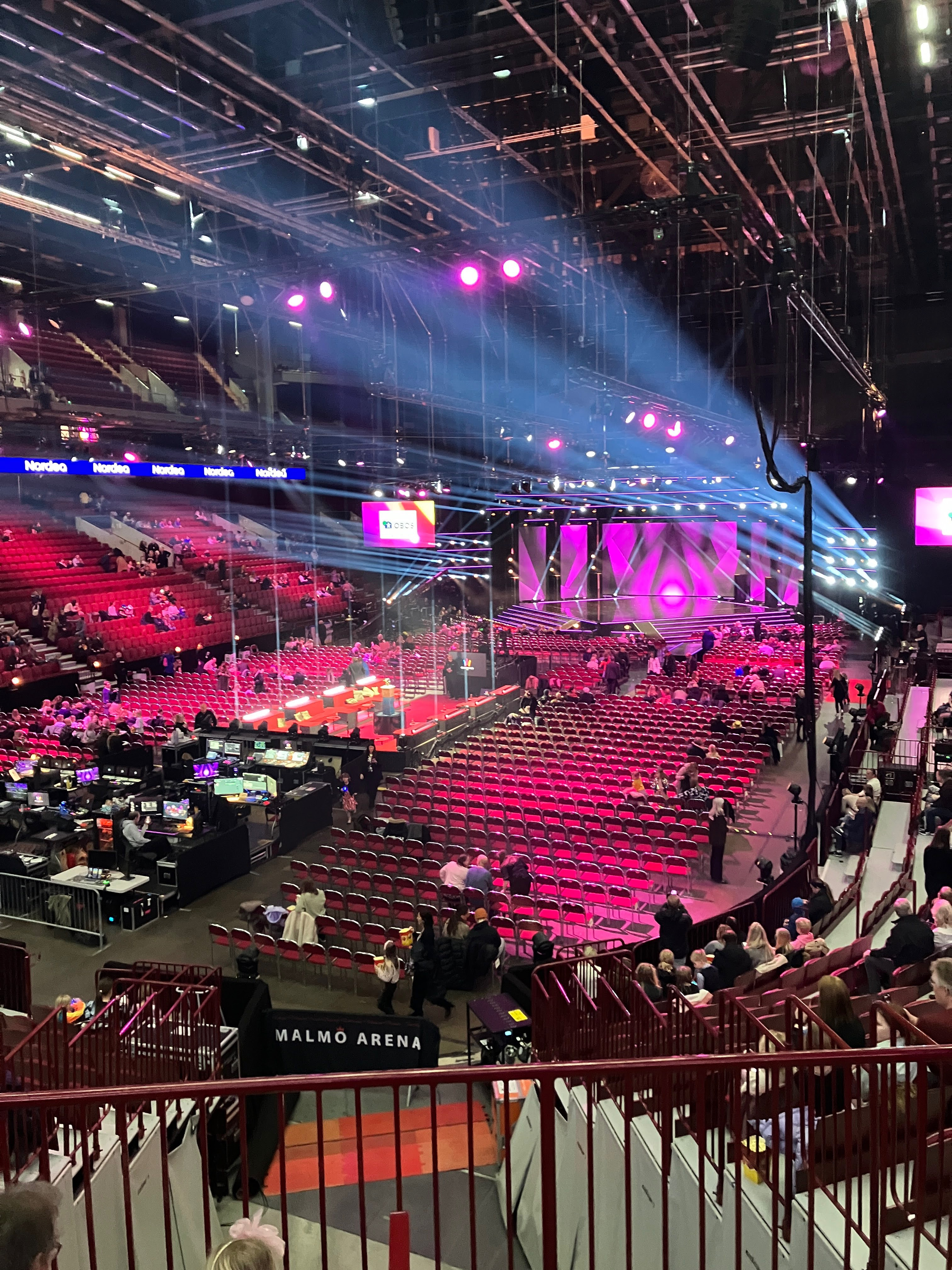
L'intérieur de la Malmö Arena lors du Melodifestivalen 2023.

La Malmö Arena a accueilli régulièrement depuis son ouverture le Melodifestivalen, la sélection nationale de la Suède pour le concours Eurovision de la chanson.
En outre, la Malmö Arena a accueilli la finale Championnat du monde de handball masculin 2011, et a accueilli les finales des saisons 2010–11 et 2011–12 de la Svenska Superligan.
Malmö Arena ressemble beaucoup à l'Hartwall Arena d'Helsinki où s'est tenu le Concours Eurovision de la chanson 2007. La Malmö Arena a finalement été sélectionnée pour accueillir le Concours Eurovision de la chanson 2013,.
Rihanna s'est une nouvelle fois produite dans cette Arena dans le cadre de sa cinquième tournée mondiale Anti World Tour le 2 août 2016.
Il accueille les championnats d'Europe de tennis de table 2023 du 10 septembre jusqu'au 17 septembre.
La Malmö Arena est de nouveau sélectionnée pour accueillir le Concours Eurovision de la chanson 2024.

## Galerie

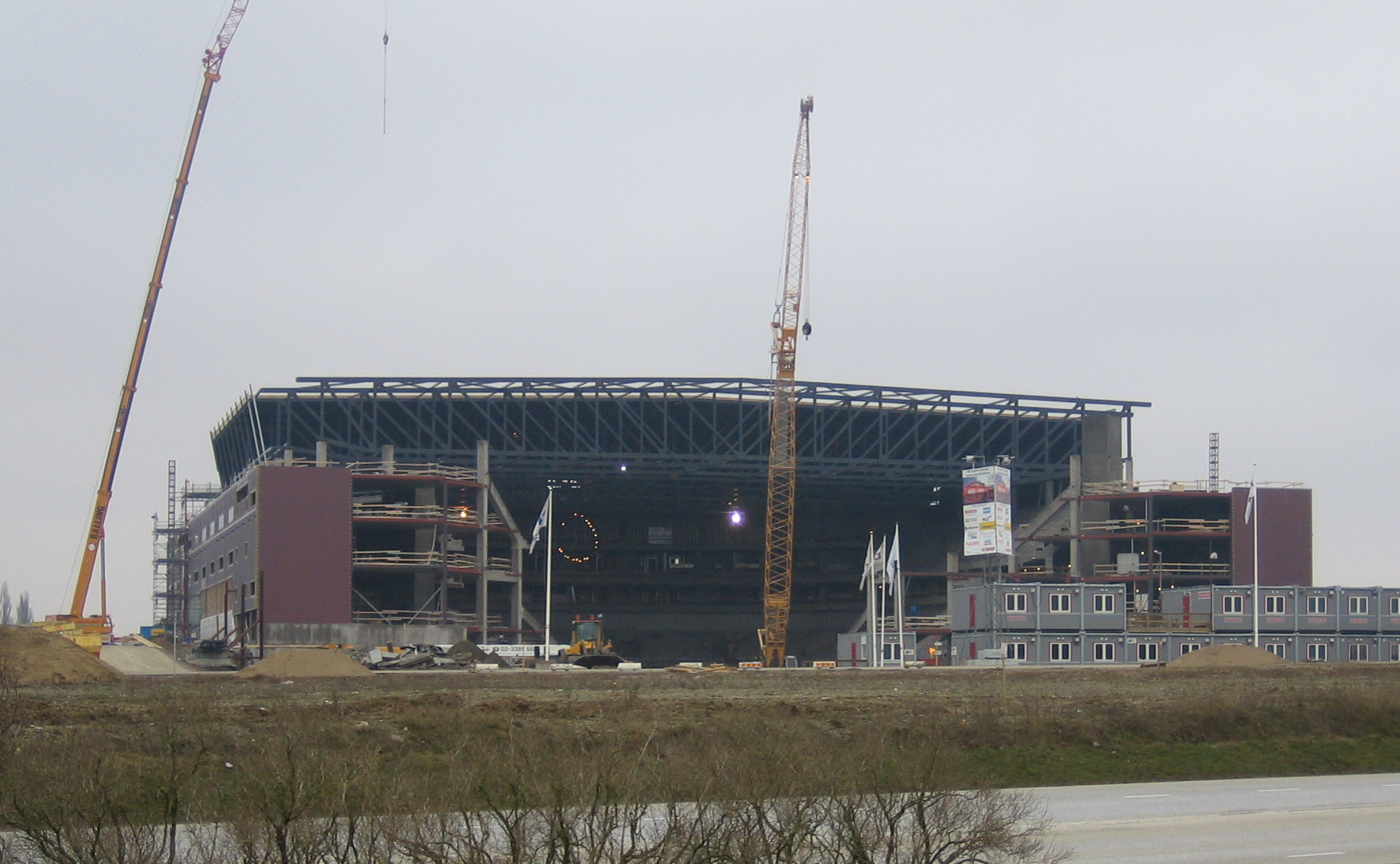
L'arena en construction (2007).
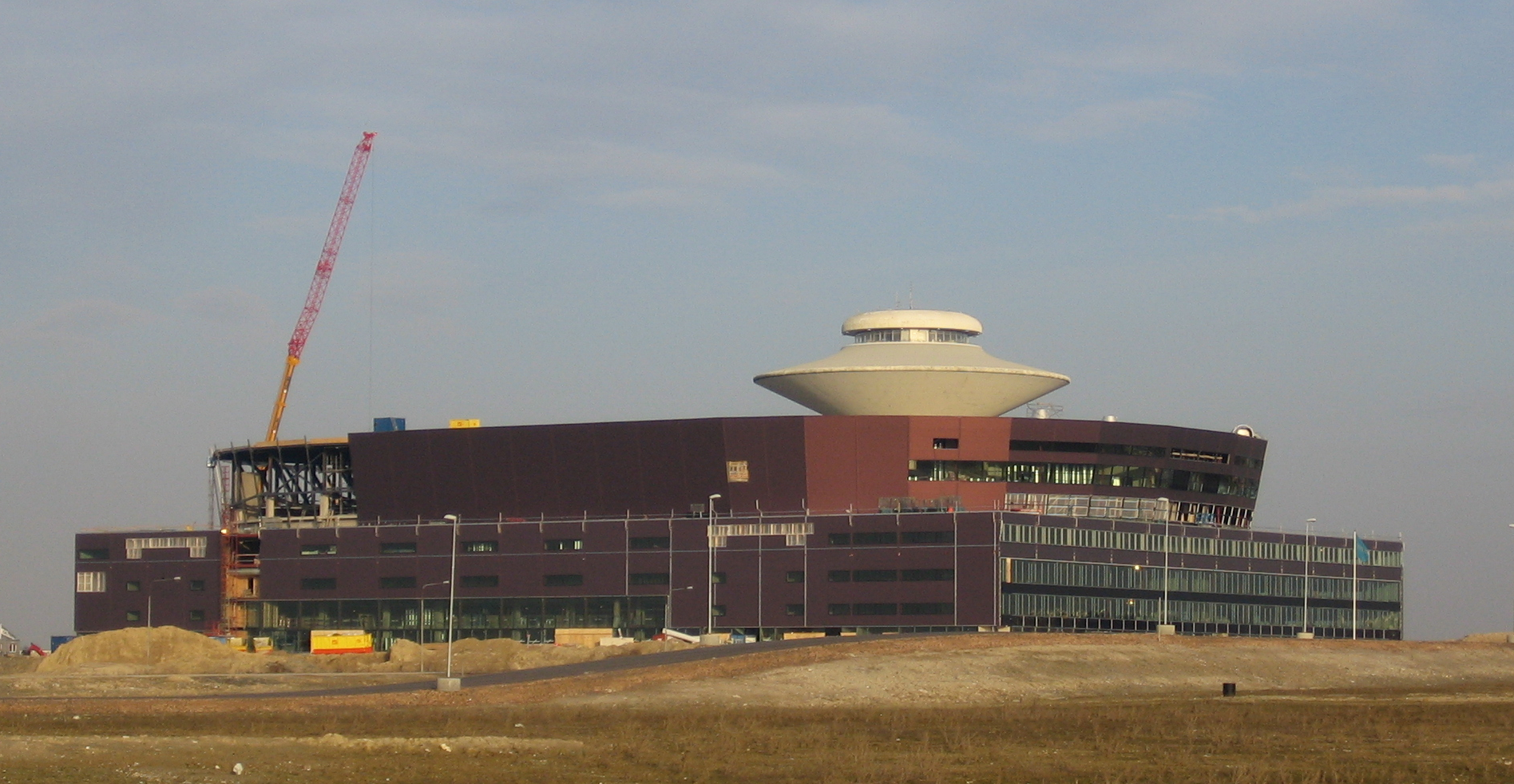
L'arena en construction (2008).
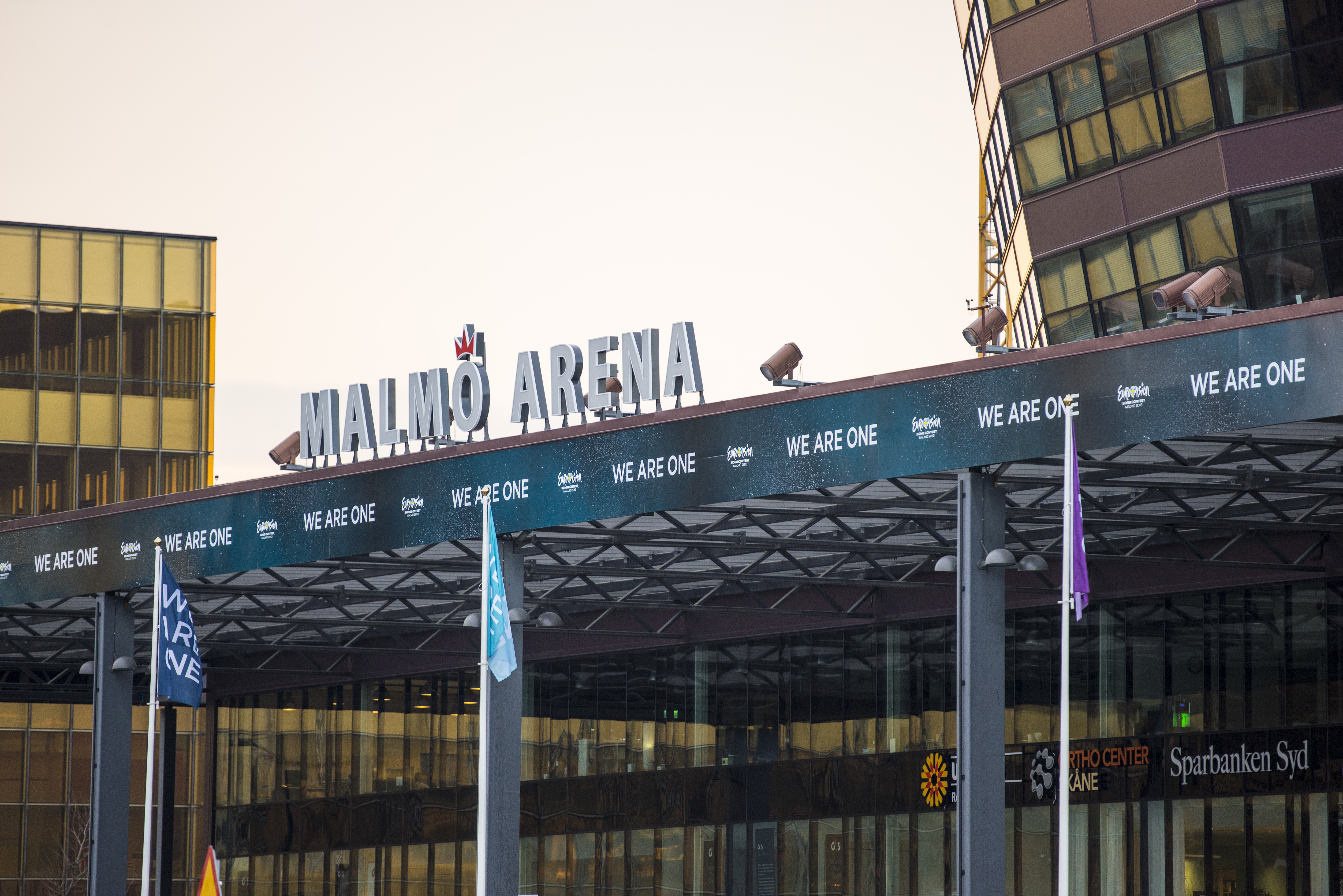
Fronton de l'arena pendant l'Eurovision 2013.
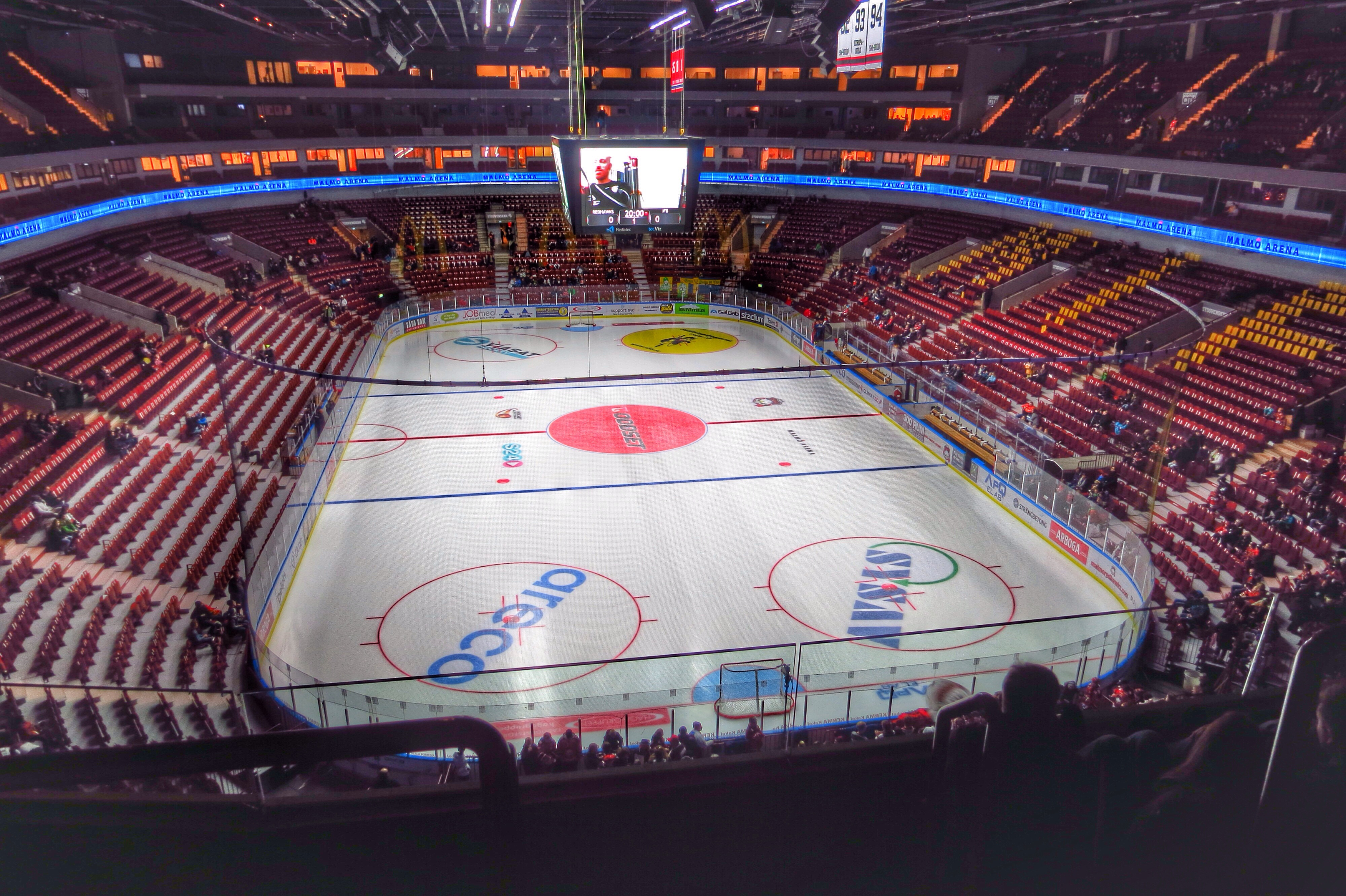
Intérieur de l'arena en 2014 (configuration Hockey sur glace).
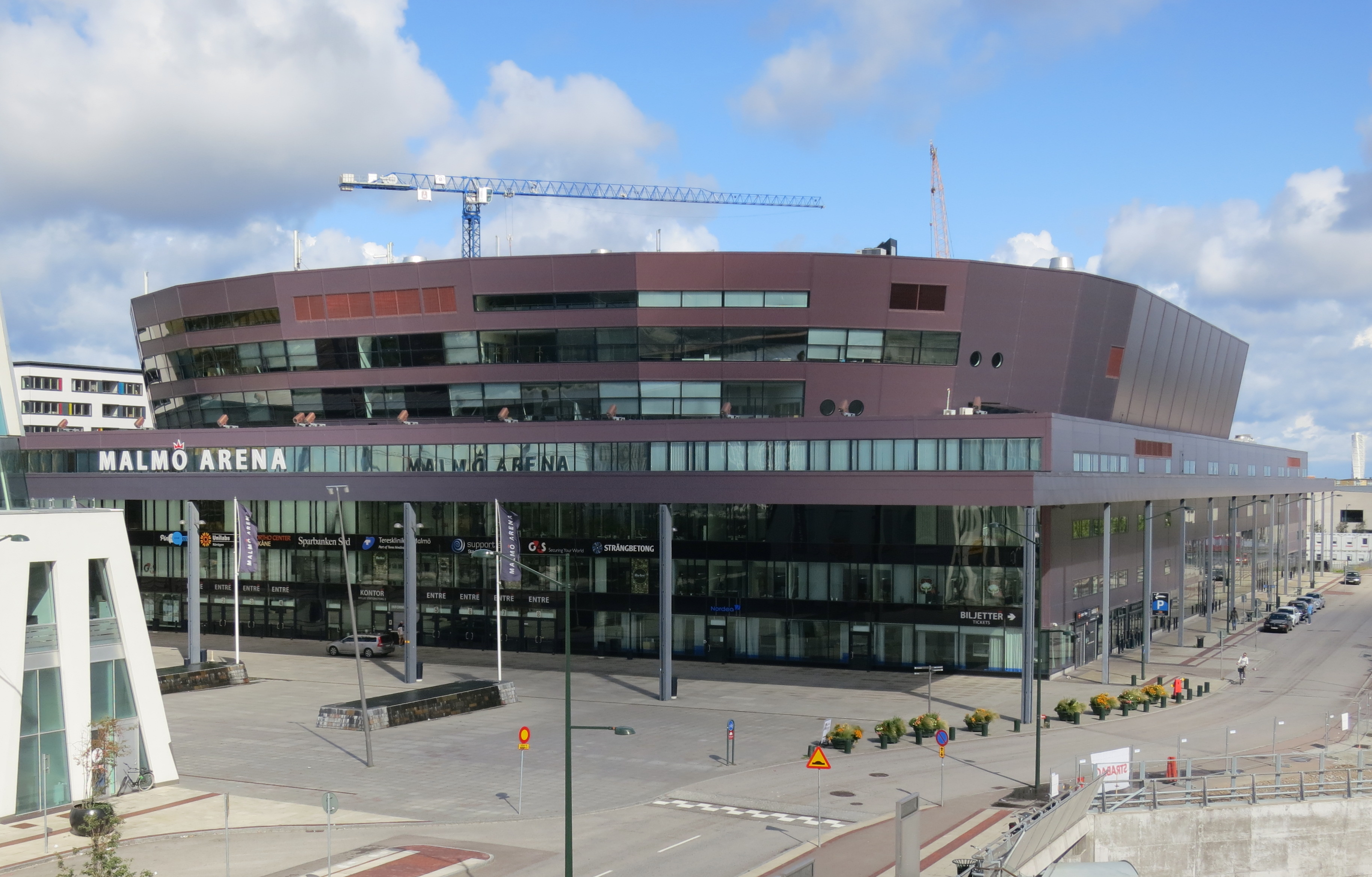
Façade en 2014.
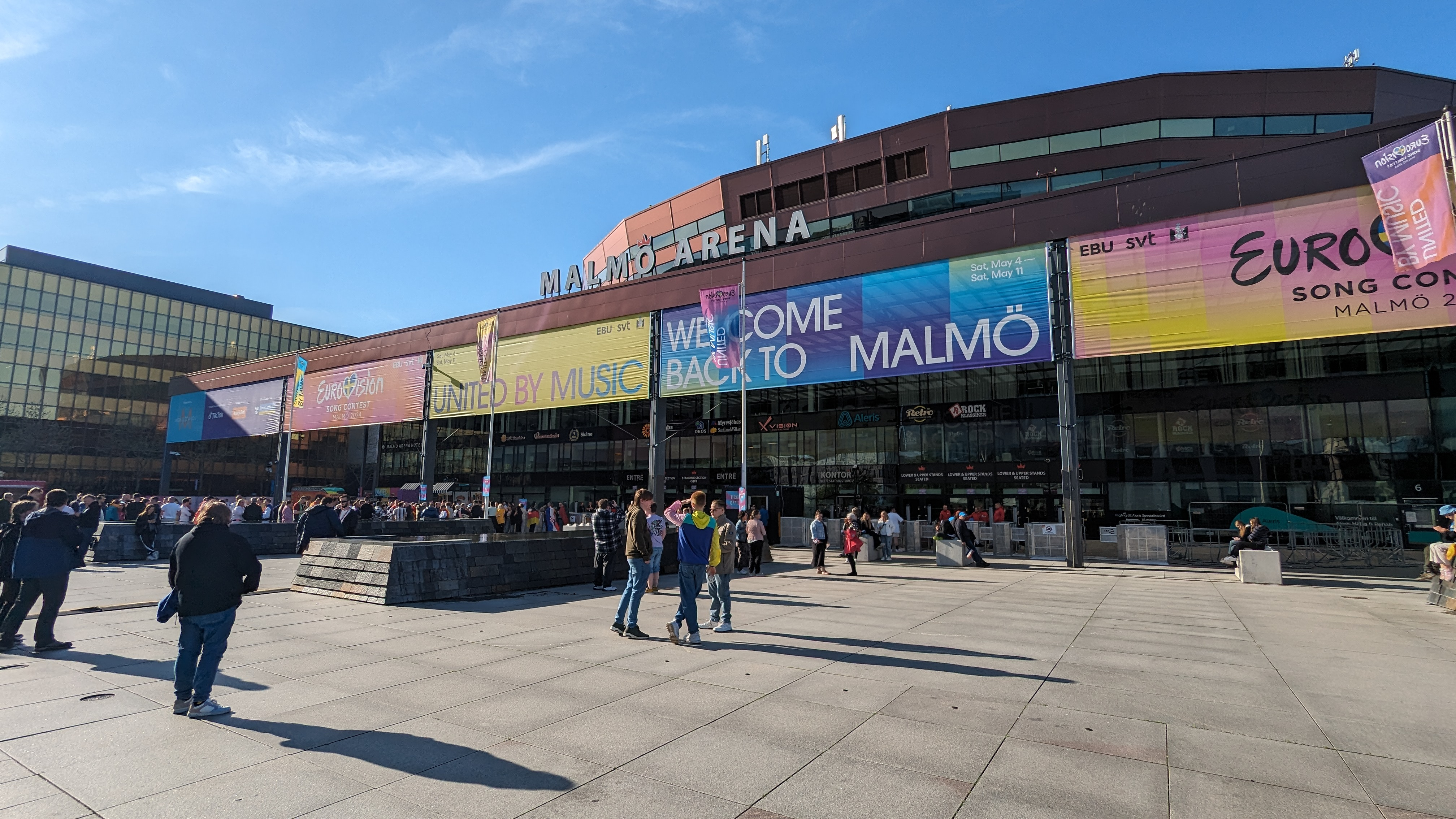
Fronton de l'arena pendant l'Eurovision 2024.
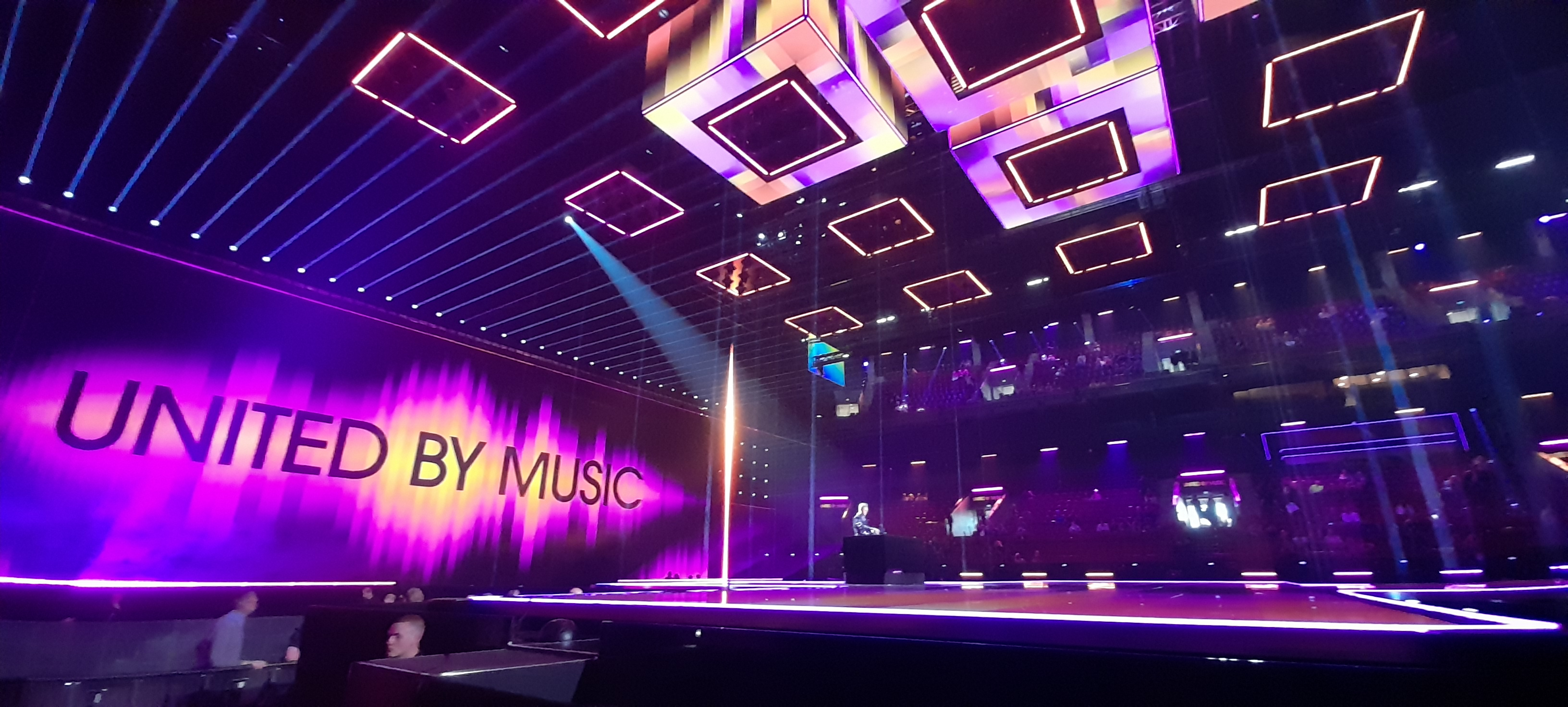
Intérieur de l'arena pendant l'Eurovision 2024.
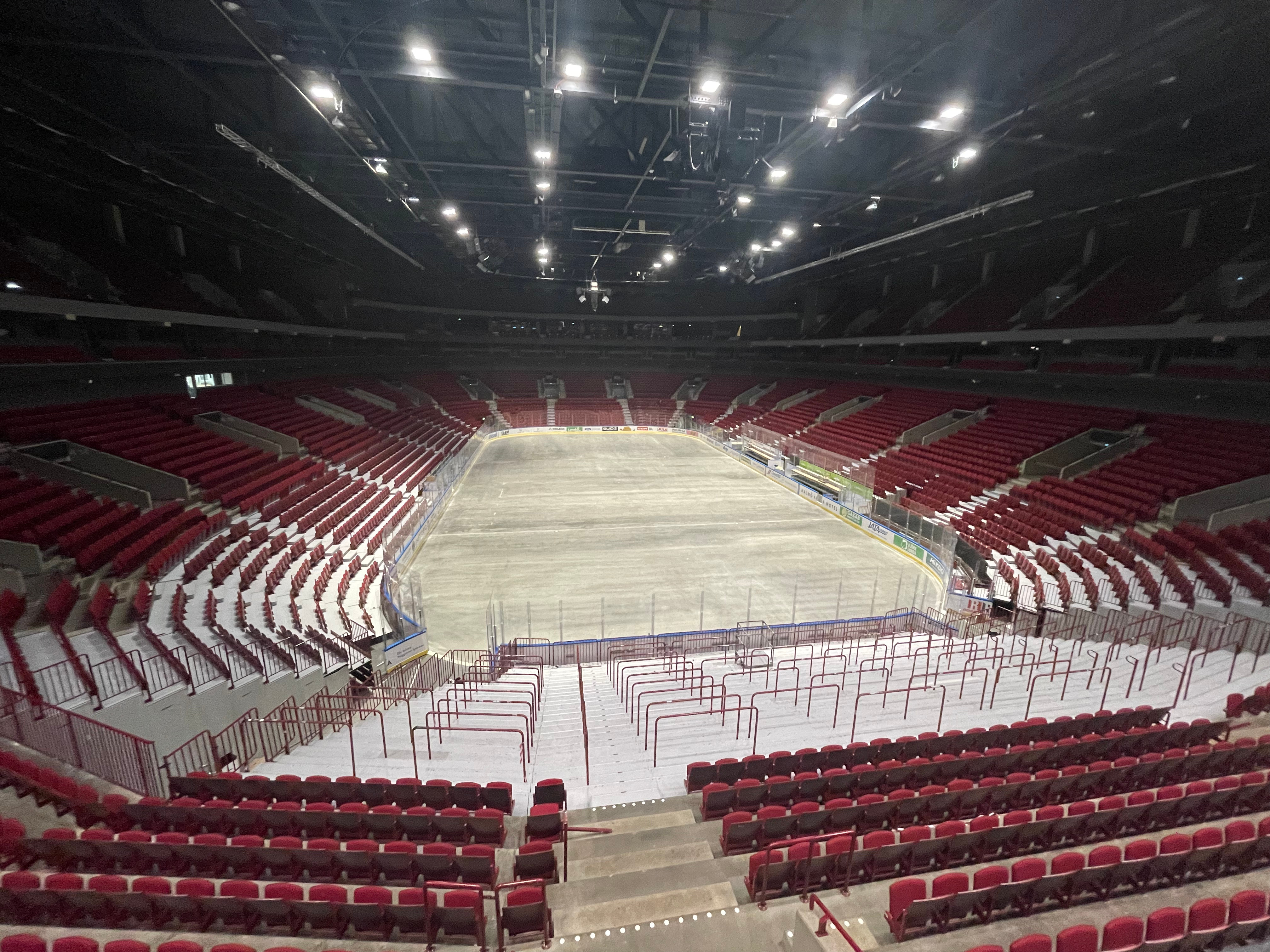
Intérieur de l'arena en 2024 (vide).